# Antidesma bhargavae
Antidesma bhargavae là một loài thực vật có hoa trong họ Diệp hạ châu. Loài này được Chakrab. & N.P.Balakr. mô tả khoa học đầu tiên năm 2002.